# Valun
Valun (olaszul: Vallon di Cherso) falu Horvátországban Tengermellék-Hegyvidék megyében. Közigazgatásilag Creshez tartozik.

## Fekvése
Cres szigetének középső részén részén, Cres városától légvonalban 8 km-re délnyugatra, a Cresi-öböl átellenes oldalán, a Valuni-öböl partján fekszik.

## Története
Valun neve valószínűleg a latin „vale” (völgy) főnévből származik, mivel a szárazföld felől meredek domboldalak veszik körül. Valun az egykori Bućev falu kikötőjeként keletkezett. Bućev nagyon régi település volt, kialakulását az 1000 körüli időre teszik. Szent Márk templomát a 8. században építették. A régi plébániatemplom falából került elő a valuni tábla egy óhorvát és latin nyelven, glagolita és latin betűkkel írt 11. századi sírkőlap darabja. A táblán három generáció, nagyanya, fia és unokája (Teha, Bratohna és Juna valószínűleg Bućev lakói voltak) neve van megörökítve.
Bućev lakói eredetileg földműveléssel, juhtenyésztéssel foglalkoztak. Később egyre inkább áttértek a halászatra és a tenger felé orientálódtak. 1810 körül elhagyva a régi települést később az öböl partjára kezdtek áttelepülni. 1820-ra a régi falu teljesen elhagyatottá vált. Maradványai a Szent Márk templom mellett ma is megtalálhatók. A falu legnagyobb épületét a palotát Filip Vidić építette a saját részére, de amikor Fiumébe költözött a felét a valuni híveknek adta el, akik itt alakították ki a plébániát.
A település a sziget többi részével együtt a 18. század végéig velencei, majd 1822-től osztrák uralom alatt állt. 1867 és 1918 között az Osztrák–Magyar Monarchia része volt. 1857-ben 189, 1910-ben 266 lakosa volt. Az Osztrák-Magyar Monarchia bukását rövid olasz uralom követte, majd a település a Szerb–Horvát–Szlovén Királyság része lett. A második világháború idején olasz csapatok szállták meg. A háborút követően újra Jugoszláviához került. 1991-ben az önálló horvát állam része lett. 2011-ben 59 lakosa volt.

## Lakosság
| Lakosság változása | Lakosság változása | Lakosság változása | Lakosság változása | Lakosság változása | Lakosság változása | Lakosság változása | Lakosság változása | Lakosság változása | Lakosság változása | Lakosság változása | Lakosság változása | Lakosság változása | Lakosság változása | Lakosság változása | Lakosság változása |
| ------------------ | ------------------ | ------------------ | ------------------ | ------------------ | ------------------ | ------------------ | ------------------ | ------------------ | ------------------ | ------------------ | ------------------ | ------------------ | ------------------ | ------------------ | ------------------ |
| 1857               | 1869               | 1880               | 1890               | 1900               | 1910               | 1921               | 1931               | 1948               | 1953               | 1961               | 1971               | 1981               | 1991               | 2001               | 2011               |
| 189                | 190                | 262                | 264                | 258                | 266                | 286                | 240                | 231                | 173                | 126                | 81                 | 63                 | 68                 | 62                 | 59                 |

## Nevezetességei
- Szűz Mária Királynő tiszteletére szentelt plébániatemploma 1851-ben épült.
- Szent Márk tiszteletére szentelt temploma a temetőben áll. A templom a 11. században épült, egykor ez volt a falu plébániatemploma. A templom és a temető Bućev vagy a Stari Valun régészeti övezet része, mely egy többrétegű régészeti lelőhely. A mai Bućev területe egy nyitott típusú vaskori települést tartalmazott, amelynek tumulusai alatt egy nekropolisz található. Temető a Szent Márk templommal a régi Bućev településhez tartozó részen van. A későbbi időszakokban a lakosság a partra költözött, és új települést, a mai Valunt alakította ki. Szent Márk templom egyhajós, apszis nélküli épület, falazott előcsarnokkal, amelyben 1907-ben megtalálták a 11. századi Valun-táblát. Az eredeti, 11. századi templomot kibővítették, a déli homlokzaton két falazott oldalsó ajtó látható.[6]
- A valuni tábla egy óhorvát és latin nyelven, glagolita és latin betűkkel írt 11. századi sírkőlap darabja. A Szent Márk templom tetőszerkezetéből gerendatartó támasztékként került elő. A táblán három generáció, nagyanya, fia és unokája (Teha, Bratohna és Juna) neve van megörökítve. Kutatók szerint a baškai táblánál is régebbi. Ma a plébániatemplom sekrestyéjében őrzik.[2]

## Galéria
- Valun látképe az öböl felől
- Valun öbölpart
- Kikötői részlet
- Lapidárium a glagolita kőtáblák másolataival
- Kilátás a templomtól
- Valun öbölpart